# La Tante de Chicago
Pour plus de détails, voir Fiche technique et Distribution.
La Tante de Chicago (grec moderne : Η θεία απ' το Σικάγο, I Zia ap' to Sikago) est un film grec réalisé par Alékos Sakellários et sorti en 1957.

## Synopsis
Un général à la retraite, Charilaos (Orestis Makris), a quatre filles : Eleni (Geli Mavropoulos), Katina (Jeni Karezi), Maria (Margarita Papagiorgiou) et Angeliki (Niki Papadatou). Il les tient enfermées au point que leur mère se désespère qu'elles finissent vieilles filles. C'est alors que Calliopi (Georgia Vassiliadou) la sœur du général, une veuve très dynamique et excentrique, rentre de Chicago. Elle commence par tout changer dans la maison : décor, meubles, vêtements, etc. Elle imagine ensuite un stratagème pour faire rencontrer des jeunes gens à ses nièces sans qu'elles sortent de chez elles : depuis le rebord du balcon, elle fait tomber des pots de fleurs sur les garçons repérés par les jeunes femmes, puis les invite à monter pour se faire pardonner sa gaffe. Elle se trouve même un nouveau mari.

## Fiche technique
- Titre : La Tante de Chicago
- Titre original : grec moderne : Η θεία απ' το Σικάγο (I Zia ap' to Sikago)
- Réalisation : Alékos Sakellários
- Scénario : Alékos Sakellários à partir de sa pièce de théâtre
- Société de production : Finos Film
- Directeur de la photographie : Dinos Katsouridis
- Montage : Dinos Katsouridis
- Direction artistique : Markos Zervas
- Costumes :
- Musique : Takis Morakis
- Pays d'origine : Grèce
- Genre : comédie
- Format : noir et blanc 35 mm
- Durée : 90 minutes
- Date de sortie : 1957

## Distribution
- Georgia Vassiliadou
- Orestis Makris
- Gelly Mavropoulou (el)
- Jeni Karezi
- Margarita Papagiorgiou
- Niki Papadatou
- Eleni Zafeiriou (en)
- Pantelis Zervos
- Stefanos Stratigos (en)
- Theodoros Dimitriou (el)
- Dimitris Papamichael